# Škoda Yeti
Škoda Yeti je crossover SUV, který byl vyráběn ve výrobním závodě Škody v Kvasinách mezi lety 2009 a 2017. Poté byl nahrazen vozem Škoda Karoq.

## Koncepty

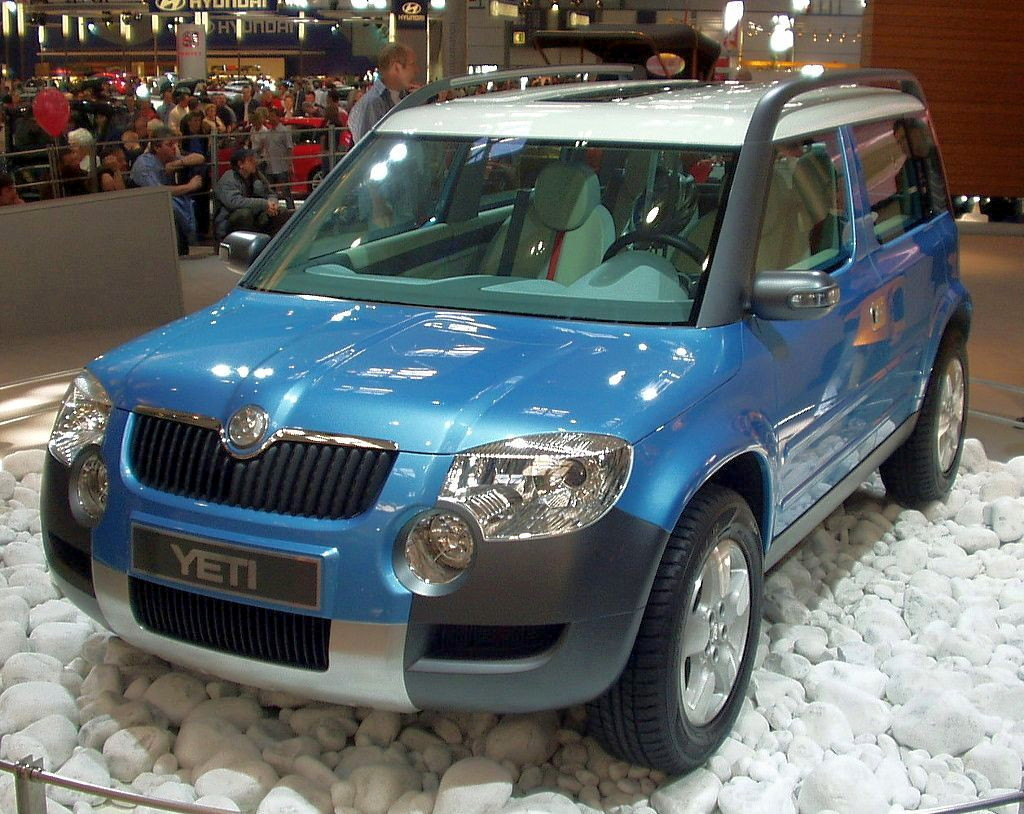
Koncept Škoda Yeti I

Studii tohoto vozu představila roku 2005 společnost Škoda Auto na ženevském autosalonu. Koncept tohoto automobilu byl představen ve dvou variantách – Yeti I (modré SUV) a Yeti II (oranžový kabriolet s kombinací pevné a plátěné střechy, představen v roce 2005 na autosalonu ve Frankfurtu). Zajímavostí je, že designeři při výrobě modrého konceptu zapomněli na vnitřní zpětné zrcátko. Ještě týden před představením nového modelu se na internetu objevily fotky pořízené při zkouškách.

## Představení

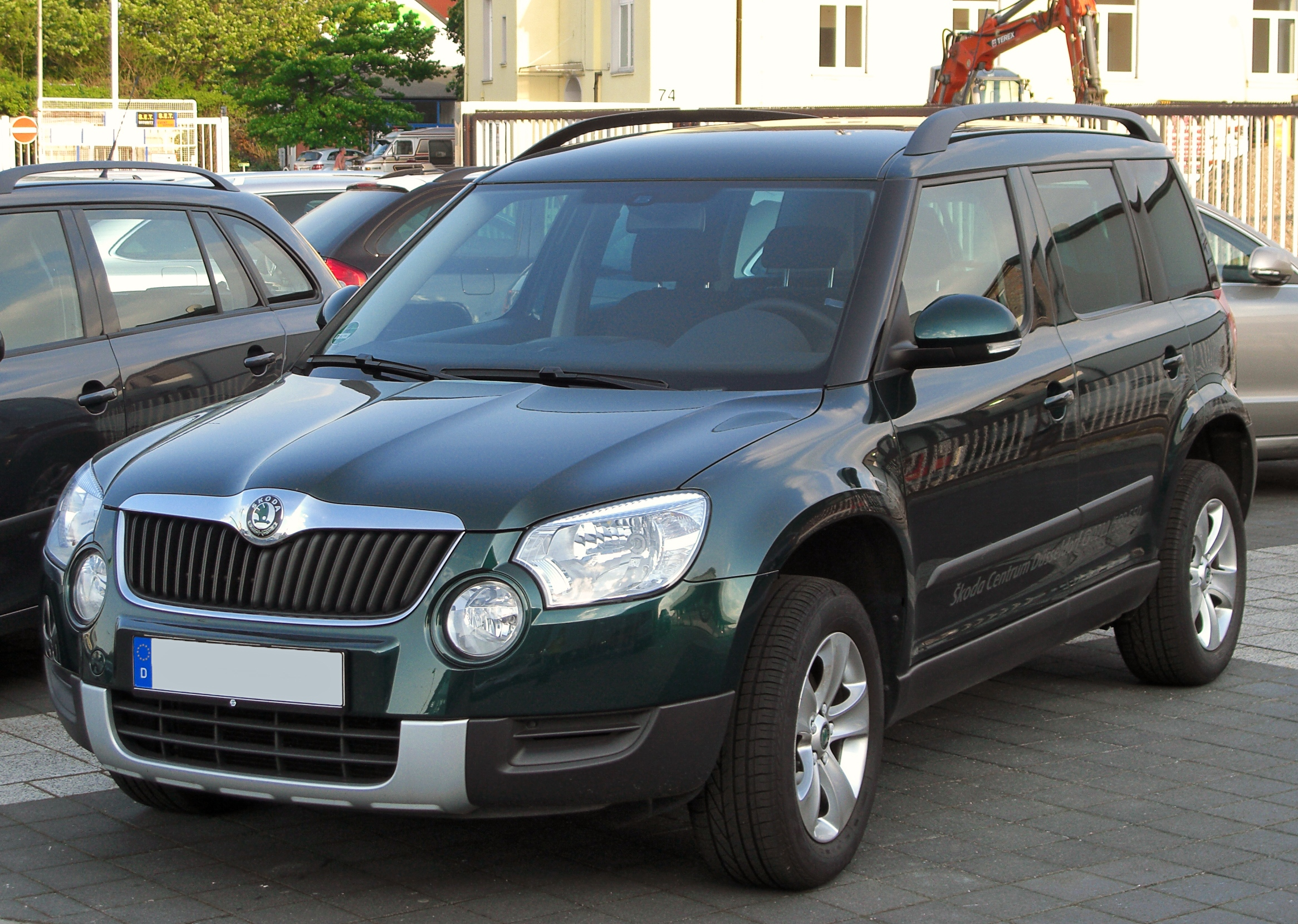
Škoda Yeti 2.0 TDI 4x4

Škoda se s modelem Yeti pustila na část trhu, na které měl už nějakou dobu zavedené jméno Volkswagen Tiguan. Přestože se spolupráce v rámci koncernu nabízela, avizovala Škoda, že v případě Yetiho půjde o samostatný automobil. 
Eckhard Scholz, šéf vývoje Škody Auto, vysvětlil postup při vývoji Yetiho takto: „Vlastně jsme neudělali nic jiného, než že jsme využili platformu Octavie Scout, koncepční nevýhody jsme eliminovali, tím myslím hlavně zkrácení převisů a zvětšení nájezdových úhlů, postarali jsme se o odpovídající světlou výšku (180 mm) a z této stavebnice, která je z hlediska koncernu vyráběna ve velkých počtech, stavíme levnější auto než je Volkswagen Tiguan“.

## Výroba

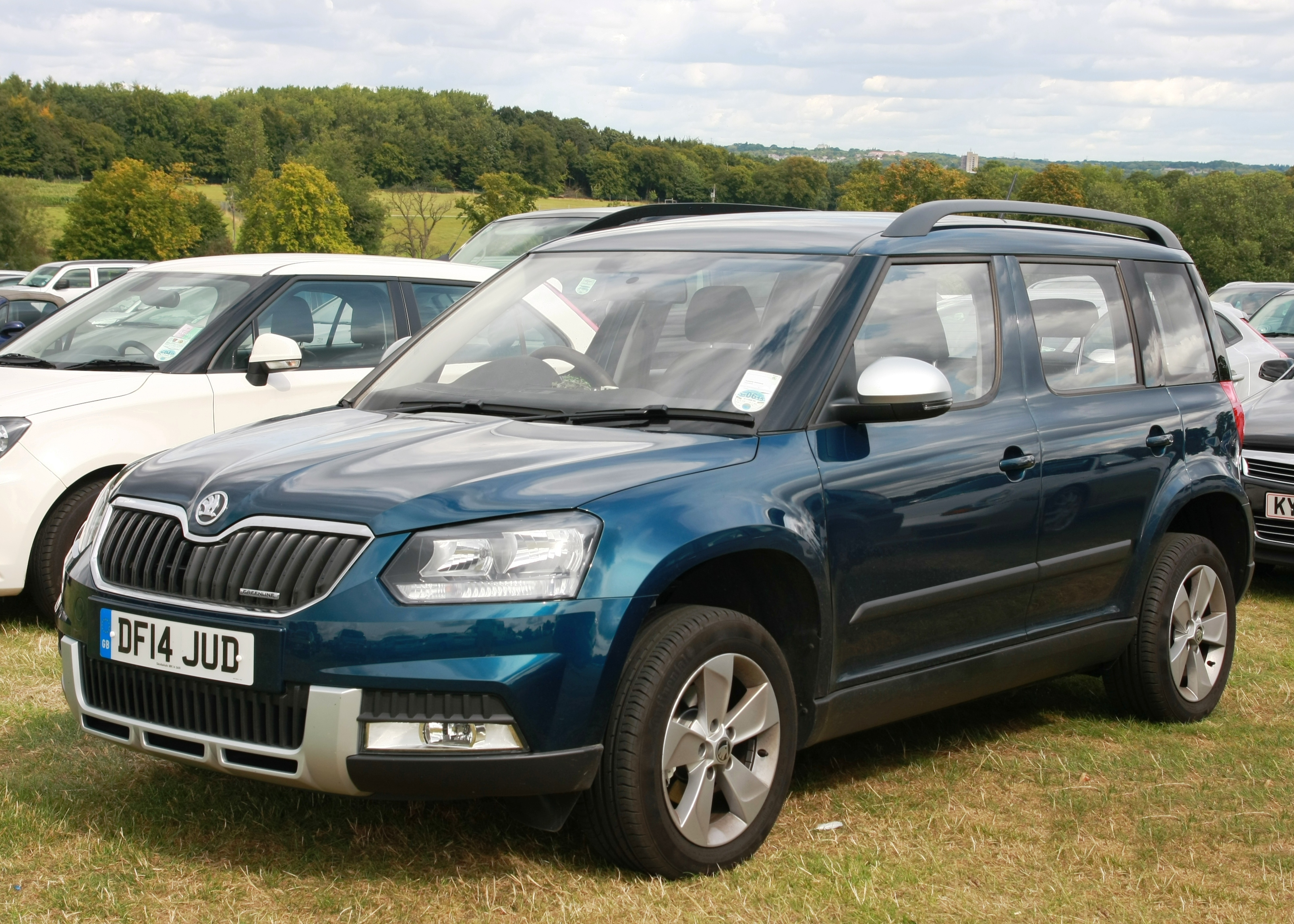
Škoda Yeti facelift

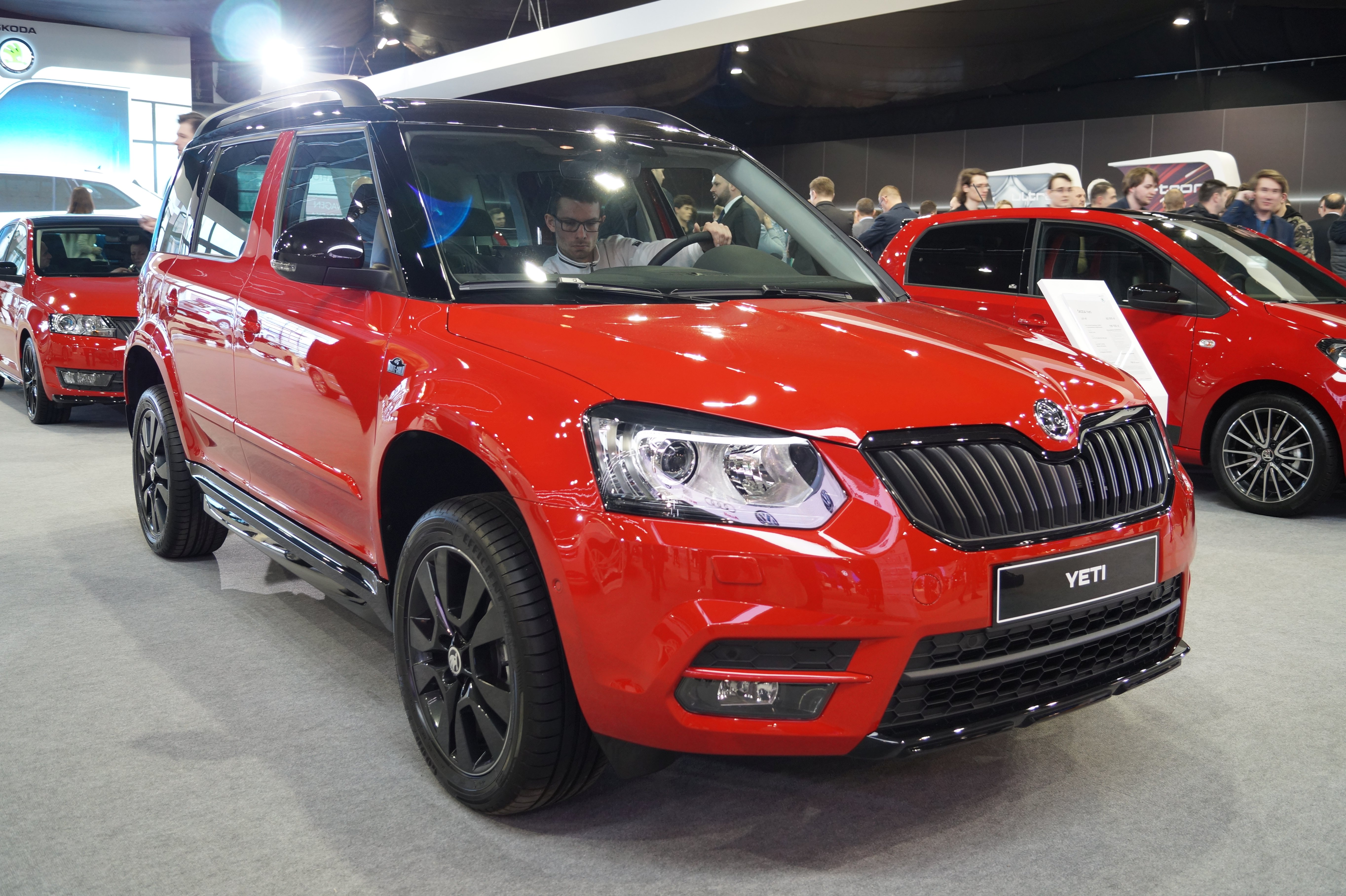
Škoda Yeti Monte Carlo

Model určený pro výrobu byl oficiálně představen na autosalonu v Ženevě a prodával se od léta roku 2009. Yeti mohl být u výbavy na přání vybaven první parkovací kamerou od Škody, ostatní modely stále využívaly klasické senzory s grafickým znázorněním. 
Byl dostupný v těchto stupních výbavy: Active, Ambition, Elegance, nejluxusnější Laurin&Klement a úsporná Green tec. V roce 2011 vyšel Yeti v designovém provedení Mont Blanc, ta kombinuje prvky z Ambition a Elegance a karosérie má dvoubarevné provedení, například bílá s černou střechou. Objem zavazadlového prostoru je 416 l a po sklopených sedačkách 1760 l. Yeti se dodával buďto se sadou pro opravu pneumatiky, anebo měl ve výbavě náhradní kolo, objem kufru poté klesl na 405 l.
K dispozici byl se třemi benzinovými motory 1,2 TSI/77 kW, 1.4 TSI/90 kW a 1,8 TSI/118 kW. Dvěma naftovými motory 1,6 TDI/77 kW (pouze pro Greenline) a 2,0 TDI o výkonu 81/103/125 kW. Některé z nich jsou také vybaveny pohonem 4x4. Převodovka je 5-6 stupňová manuální, nebo 6-7 stupňová automatická DSG.
Škoda Yeti získal 5 hvězdiček v hodnocení bezpečnosti Euro NCAP. Mohl být vybaven až 11 airbagy a zaznamenal 92 % pro ochranu cestujících v čelních a bočních nárazových testech. 

## Motory
| Název   | Výkon  | Točivý moment           | Převodovka   | K. spotřeba | Max. rychlost | 0–100 km/h |
| ------- | ------ | ----------------------- | ------------ | ----------- | ------------- | ---------- |
| 1,2 TSI | 77 kW  | 175 Nm při 4100 ot./min | 6°man./7°DSG | 6,4 l       | 175 km/h      | 11,8 s     |
| 1,8 TSI | 118 kW | 250 Nm při 4500 ot./min | 6°man.       | 8,0 l       | 200 km/h      | 8,4 s      |
| 2,0 TDI | 81 kW  | 280 Nm při 2750 ot./min | 5/6°man.     | 5,4 l       | 177 km/h      | 11,6 s     |
| 2,0 TDI | 103 kW | 320 Nm při 2500 ot./min | 6°man./6°DSG | 5,1 l       | 190 km/h      | 9,9 s      |
| 2,0 TDI | 125 kW | 350 Nm při 2500 ot./min | 6°man.       | 5,9 l       | 201 km/h      | 8,4 s      |

Po faceliftu:
| Název   | Výkon  | Točivý moment           | Převodovka   | K. spotřeba | Max. rychlost | 0–100 km/h |
| ------- | ------ | ----------------------- | ------------ | ----------- | ------------- | ---------- |
| 1,2 TSI | 81 kW  | 175 Nm při 4000 ot./min | 6°man./7°DSG | 5,5 l       | 179 km/h      | 10,9 s     |
| 1,4 TSI | 92 kW  | 200 Nm při 4000 ot./min | 6°man./7°DSG | 5,8 l       | 187 km/h      | 9,9 s      |
| 1,4 TSI | 110 kW | 250 Nm při 3500 ot./min | 6°man./6°DSG | 6,3 l       | 195 km/h      | 8,7 s      |
| 1,8 TSI | 112 kW | 250 Nm při 4500 ot./min | 6°DSG        | 7,8 l       | 192 km/h      | 9,0 s      |
| 2,0 TDI | 81 kW  | 250 Nm při 3000 ot./min | 6°man.       | 4,5 l       | 179 km/h      | 11,6 s     |
| 2,0 TDI | 103 kW | 320 Nm při 2500 ot./min | 6°man./6°DSG | 5,1 l       | 190 km/h      | 9,9 s      |
| 2,0 TDI | 110 kW | 340 Nm při 3000 ot./min | 6°man./6°DSG | 4,8 l       | 199 km/h      | 9,0 s      |

## Facelift
V roce 2013 se Yeti dočkal faceliftu. Změněné jsou především přídě a zádě, novinkou byl u vyšší výbavy parkovací asistent, který umí zaparkovat i vyparkovat. Roku 2016 byla představena sportovní verze Monte Carlo. Mezi lety 2009 a 2017 se vyrobilo celkem 684 513 kusů.

## Ohlasy
Vůz byl vyhlášen anglickým Top Gear Magazinem titulem Family Car of the Year (Rodinné auto roku) 2009. V letech 2010 a 2011 vyhrál také ocenění auto roku v anglických magazínech Auto Express a Offroad Magazine. Byl také zvolen Autem roku v ČR 2010 a Autem roku Klubu motoristických novinářů 2010.